# 米津政崇
米津 政崇（よねきつ まさたか）は、江戸時代中期の大名。武蔵国久喜藩4代藩主。官位は従五位下・伯耆守、越中守。

## 略歴
享保9年（1724年）、3代藩主・米津政容の三男として誕生した。長兄と次兄が早世したために世子となり、元文4年（1739年）の父の死去により家督を継いだ。延享4年（1747年）3月に大番頭に任じられ、寛延2年（1749年）8月に大坂定番に任じられたが、10月に辞職した。
明和4年（1767年）10月11日、子の通政に家督を譲って隠居する。
天明4年（1784年）5月21日、死去。享年61。
墓所は東京都東久留米市の米津寺内にある米津家大名墓所（東京都指定史跡）。

## 系譜
- 父：米津政容（1682年 - 1739年）
- 母：不詳
- 正室：建部政民娘
- 生母不明の子女
  - 長男：米津通政（1750年 - 1819年）
  - 次男：米津政美
  - 三男：金森政樹
  - 女子：関盛有正室 - 後柴田勝房正室